# Regimento Comum do Congresso Nacional do Brasil
O Regimento Comum do Congresso Nacional do Brasil é o diploma legal que rege, com égide na Constituição, as competências do processo legislativo quando se faz necessário o funcionamento das duas casas em Congresso Nacional.

## Sessões conjuntas do Congresso Nacional
No Brasil, assim como em outros países, a exemplo dos Estados Unidos, a finalidade do documento é a regência legal do funcionamento das sessões conjuntas das casas do Senado Federal e da Câmara dos Deputados.
De acordo com o artigo 1.º do regimento, a Câmara dos Deputados e o Senado Federal, sob a direção da Mesa deste, reunir-se-ão em sessão conjunta para:
- Inaugurar a sessão legislativa (art. 57, § 3.º, I, da Constituição);
- Dar posse ao Presidente e ao Vice-Presidente da República eleitos (arts. 57, § 3.º, III, e 78 da Constituição);
- Promulgar emendas à Constituição (art. 60, § 3.º, da Constituição);
- Discutir e votar o Orçamento (arts. 48, II, e 166 da Constituição);
- Conhecer de matéria vetada e sobre ela deliberar (arts. 57, § 3.º, IV, e 66, § 4º, da Constituição);
- Delegar ao Presidente da República poderes para legislar (art. 68 da Constituição);
- Elaborar ou reformar o Regimento Comum (art. 57, § 3.º, II, da Constituição); e
- Atender aos demais casos previstos na Constituição e neste Regimento.

## História
No período imperial o funcionamento das duas casas legislativas, o Senado do Império do Brasil e a Câmara dos Deputados, tinha a denominação de Assembleia Geral do Império do Brasil; no dia 6 de maio de 1826 foi realizada a sessão de abertura da primeira legislatura da Assembléia Geral em reunião conjunta do Senado e da Câmara dos Deputados. Após a chegada do governo da república, a denominação dada pela Constituição brasileira de 1891 foi de Congresso Nacional do Brasil.

### Regimento Comum de 1835
O texto mais antigo do Regimento Comum foi promulgado pelo Assembleia Geral do Império do Brasil, no Paço do Senado, no dia 2 de Junho de 1835 e tinha 44 artigos.

### Regimento atual

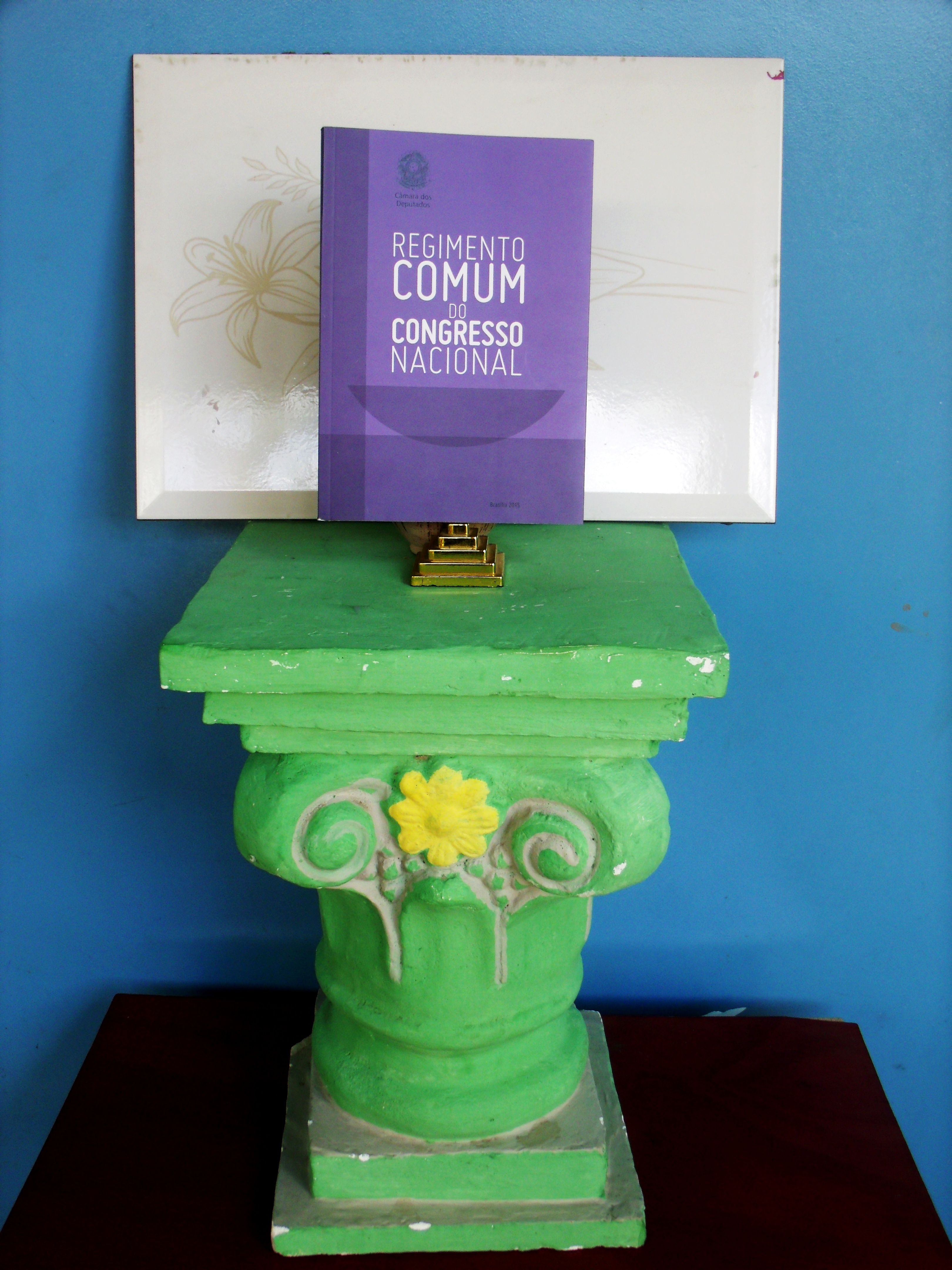
Regimento atual.

O Regimento Comum atual, com as devidas modificações evolutivas do Direito Brasileiro, foi instituído pela Resolução número
1 de 1970, de 11 de agosto de 1970, promulgada pela Mesa do Congresso Nacional, então presidida pelo senador João Cleofas de Oliveira.